# Kampsteine
Die Kampsteine (auch Campsteine) sind zwei mögliche Menhire in Traben-Trarbach im Landkreis Bernkastel-Wittlich in Rheinland-Pfalz.

## Lage
Die beiden Steine befinden sich in einem kleinen Wäldchen südlich von Starkenburg auf dem Gemeindegebiet von Traben-Trarbach. Ihr Standort befindet sich kurz unterhalb des höchsten Punktes der Starkenburger Höhe. Zwischen ihnen soll eine alte Römerstraße verlaufen. Die Steine sind über einen von der Landesstraße 192 abzweigenden Feldweg erreichbar und ausgeschildert.

## Beschreibung
Die beiden Steine stehen in ostwestlicher Richtung zueinander. Der Westliche besteht aus weißem Quarzit. Er hat eine Gesamthöhe von 190 cm; davon ragen 130 cm aus dem Boden. Seine Breite beträgt 120 cm und seine Tiefe von 70 cm. Der Stein ist plattenförmig und besitzt eine rundliche Oberseite. Er ist stark nach Westen geneigt und muss wohl modern wieder aufgerichtet worden sein, da 1668 beide Steine als liegend beschrieben worden. Der Östliche steht nicht mehr aufrecht und ist in zwei Teile zerbrochen. Er besteht aus schwarzem Schiefer und hat eine Höhe von 360 cm, eine Breite von 110 cm und eine Tiefe von 70 cm. Der Stein ist pfeilerförmig und hat eine zerklüftete Oberfläche. Es sind Spuren einer versuchten Sprengung erkennbar, die wohl nach 1918 stattfand. Bei einer Flurbereinigung im Jahr 1970 wurde im Boden zwischen den beiden Steine eine runde Verfärbung festgestellt, die vielleicht von einem Palisadenring herrührt. In der Nähe der Steine wurde ein bronzener Kinderarmring gefunden, der in die Zeit zwischen 600 und 400 v. Chr. datiert.
Die Kampsteine sind als Naturdenkmal des Landes Rheinland-Pfalz ausgewiesen.

## Die Kampsteine in regionalen Sagen
Zu den Kampsteinen existieren mehrere Sagen: Sie sollen eine keltische Grabstätte bewachen. Der weiße Stein soll den schwarzen in einem Schwertkampf besiegt haben; deshalb liegt dieser heute. Die Steine sollen zur Erinnerung an einen Sieg im Dreißigjährigen Krieg aufgestellt worden sein.